# Sanković
Sanković es un pueblo ubicado en el municipio de Mionica, distrito de Kolubara, Serbia.

## Superficie
Cuenta con una superficie de 4,859 kilómetros cuadrados.

## Demografía
Hasta 2022 la población era de 169 habitantes, con una densidad de población de 34,78 habitantes por kilómetro cuadrado.
| 539                                                             | 561 | 492 | 411 | 351 | 276 | 239 | 197 | 169 |
| (Fuente: Population statistics of Eastern Europe & former USSR) |     |     |     |     |     |     |     |     |